# Championnat de France Pro A de tennis de table 2010-2011
Navigation
Pro A 2009-2010 Pro A 2011-2012
| \| SAG Cestas TT Chartres ASTT Argentan Bayard Angers SS La Romagne Hennebont Nice CPC Istres Sports AS Pontoise-Cergy TT Levallois SC TT US Kremlin Bicêtre Saint-Berthevin SA Souché Niort Marmande TT Joué-lès-Tours Lys Lez Lannoy CP Saint-Quentin ALCL Grand-Quevilly Quimper Metz TT \| Localisation des clubs engagés dans le championnat. |
| SAG Cestas TT Chartres ASTT Argentan Bayard Angers SS La Romagne Hennebont Nice CPC Istres Sports AS Pontoise-Cergy TT Levallois SC TT US Kremlin Bicêtre Saint-Berthevin SA Souché Niort Marmande TT Joué-lès-Tours Lys Lez Lannoy CP Saint-Quentin ALCL Grand-Quevilly Quimper Metz TT                                                           |

Le championnat de France de Pro A de tennis de table 2010-2011, le plus haut échelon national du championnat de France de tennis de table par équipes, se déroule du 21 septembre 2010 au 31 mai 2011.

Chez les hommes, Levallois dispute sa 31e saison dans l'élite et Cestas sa 23e saison consécutive.

Chez les dames, Le Kremlin-Bicêtre honore sa 26e saison en championnat professionnel (25 saison en Pro A depuis 1985 + une saison en Pro B en 2005-06)
Levallois remporte le 17e titre de son histoire et le deuxième d'affilée. Chartres termine deuxième pour sa deuxième saison à ce niveau seulement et s'offre l'ETTU Cup dès sa première aventure en coupe d'Europe en battant en finale. Levallois qui manque ainsi l'occasion de s'offre le premier doublé Championnat-Coupe d'Europe depuis 1995. Istres découvre également la Ligue des Champions. Hennebont rate la qualification en ECL pour la première fois depuis 6 ans. Argentan et Nice retournent en Pro B, remplacés par la VGA Saint-Maur qui retrouve l'élite pour la première fois depuis 1991 en compagnie de Saint-Denis.
Le CP Lys-lez-Lannoy remporte le championnat de France pour la première fois de son histoire. L'US Saint-Berthévin/St-Loup n'y arrive toujours pas et termine à la 2e place pour la quatrième année consécutive et pour la 6e fois de son histoire. Les deux clubs sont arrivés ensemble dans l'élite en 1999. Quimper retourne en Pro B en compagnie de Joué-lés-Tours, remplacés par le CAM Bordeaux et par l'AS Miramas, une première pour ses derniers à ce niveau.

## Classements généraux

### Championnat masculin
- Hennebont est 5e à la suite des résultats favorables obtenus lors de ses confrontations avec Angers

| Pl | Équipes                  | Pts | J  | V  | N | D  | Pp | Pc | Diff |
| -- | ------------------------ | --- | -- | -- | - | -- | -- | -- | ---- |
| 1  | Levallois SC TT          | 49  | 18 | 14 | 3 | 1  | 66 | 27 | +39  |
| 2  | Chartres ASTT            | 44  | 18 | 11 | 4 | 3  | 60 | 37 | +23  |
| 3  | Istres TT                | 41  | 18 | 9  | 5 | 4  | 58 | 41 | +17  |
| 4  | AS Pontoise-Cergy TT     | 39  | 18 | 7  | 7 | 4  | 55 | 43 | +12  |
| 5  | GV Hennebont TT          | 38  | 18 | 8  | 4 | 6  | 50 | 43 | +7   |
| 6  | Angers Vaillante TT      | 38  | 18 | 9  | 2 | 7  | 52 | 45 | +7   |
| 7  | SAG Cestas TT            | 35  | 18 | 5  | 7 | 6  | 44 | 51 | -7   |
| 8  | SS La Romagne            | 32  | 18 | 5  | 4 | 9  | 50 | 54 | -4   |
| 9  | Argentan Bayard          | 25  | 18 | 2  | 3 | 13 | 26 | 65 | -39  |
| 10 | Nice CPC tennis de table | 19  | 18 | 0  | 1 | 17 | 16 | 71 | -55  |

Levallois SC TT remporte son 17eme titre de champion de France. L'équipe est composée de : Chuang Chih-Yuan, Emmanuel Lebesson, Simon Gauzy et Igor Rubtsov,.

### Championnat Féminin
- Souché Niort et le Kremlin-Bicêtre ont écopé d'un point de pénalité

| Pl | Équipes                          | Pts | J  | V  | N | D  | Pé | Pp | Pc | Diff |
| -- | -------------------------------- | --- | -- | -- | - | -- | -- | -- | -- | ---- |
| 1  | CP Lys-lez-Lannoy                | 51  | 18 | 16 | 1 | 1  | -  | 68 | 18 | +50  |
| 2  | US Saint Berthevin/Saint Loup TT | 47  | 18 | 14 | 1 | 3  | -  | 62 | 25 | +37  |
| 3  | SA Souché Niort                  | 43  | 18 | 12 | 2 | 3  | 1  | 58 | 34 | +24  |
| 4  | ALCL Grand-Quevilly              | 40  | 18 | 10 | 2 | 6  | -  | 52 | 39 | +13  |
| 5  | Marmande Raquette                | 38  | 18 | 9  | 2 | 7  | -  | 53 | 40 | +13  |
| 6  | TT Saint-Quentin                 | 36  | 18 | 8  | 2 | 8  | -  | 45 | 49 | -4   |
| 7  | US Kremlin Bicêtre               | 34  | 18 | 6  | 5 | 6  | 1  | 48 | 48 | 0    |
| 8  | Metz TT                          | 24  | 18 | 1  | 4 | 13 | -  | 22 | 66 | -44  |
| 9  | TT Joué-lès-Tours                | 23  | 18 | 2  | 1 | 15 | -  | 24 | 64 | -40  |
| 10 | Quimper CTT                      | 22  | 18 | 1  | 2 | 15 | -  | 19 | 68 | -49  |

- CP Lys-lez-Lannoy est champion de France[2].

## Coupes d'Europe

### Hommes
Pour la première partie de la saison, Levallois, Pontoise, Hennebont et Angers dispute les phases de groupes de la Ligue des champions. Chartres et Cestas disputent l'ETTU Cup.
Pour la deuxième partie de la saison européenne (après les vacances de Noël), Hennebont et Angers sont qualifiés pour les quarts de finale de la Ligue des champions. Ils y termineront leur aventures face à, respectivement, SVS Niederösterreich (3-2, 0-3 pour les bretons) et Charleroi (3-1, 0-3 pour les angevins). Levallois et Cergy-Pontoise, reversés en ETTU Cup, se qualifient pour les demi-finales avec la compagnie surprise de Chartres, dont il s'agit de la première aventure européenne, 8 ans seulement après sa création. 10 ans après Montpellier - Nevers en finale de la Coupe d'Europe Nancy-Evans, deux clubs français se retrouvent en finale puisque Levallois a sorti le Victoria Moscou (3-0 à l'aller à Moscou, 2-3 au retour à Levallois). Les franciliens seront opposés à Chartres, brillant vainqueur de Pontoise (privé d'Adrien Mattenet, blessé) (3-1 à Pontoise, 3-1 à Chartres) qui réalise une énorme saison.

### Femmes
Il s'agit de la seule compétition européenne pour toutes équipes féminines à la suite de la décision des dirigeants de l'ETTU d'annuler la Ligue des Champions féminine à cause de la crise économique.
Le CP Lys, après avoir décroché la première qualification de son histoire pour les quarts de finale de l'ETTU Cup ; poursuit son parcours de rêve en sortant les doubles tenantes du titre espagnoles de l'UCAM Cartagène et se qualifie alors pour les demi-finales. Malheureusement, l'aventure s'arrête face aux Championnes d'Europe en titre Heerlen (Vainqueur de la Ligue des Champions 2010) (3-1 à Lys, 3-1 à Heerlen). Le club réalise quand même une grosse performance en ayant sorti Zagreb (en LdC en 2010) et les Espagnoles de Cartagène.